# Heinz Gerd Ingenkamp
Heinz Gerd Ingenkamp (Krefeld, 22 novembre 1938) è un filologo classico tedesco e professore emerito all'Università di Bonn.
Dal 1992 al 2000 è stato presidente della Schopenhauer-Gesellschaft.

## Biografia
Ingenkamp ha conseguito il dottorato in filosofia all'Università di Bonn nel 1966 con la tesi Untersuchungen zu den pseudoplatonischen Definitionen ("Indagini sulle definizioni pseudoplatoniche"). Nel 1970 ottenne l'abilitazione all'insegnamento universitario con la tesi Plutarchs Schriften über die Heilung der Seele ("Scritti di Plutarco sulla guarigione dell'anima) e l'anno successivo è stato nominato professore associato. Nel 1980 è stato promosso professore ordinario di filologia classica fino al suo pensionamento il 29 febbraio 2004.

## Scritti (selezione)
- Untersuchungen zu den pseudoplatonischen Definitionen. Wiesbaden 1967 (= Klassisch-philologische Studien. Band 34). Zugleich Philosophische Dissertation Bonn 1966.
- Plutarchs Schriften über die Heilung der Seele. Göttingen 1971 (Hypomnemata. Band 34).

Come curatore
- Schillers Werke. Nationalausgabe. Band XV-1: Uebersetzungen aus dem Griechischen und Lateinischen. Weimar 1993
- Friedrich Schiller, Werke und Briefe. Band IX: Uebersetzungen und Buehnenbearbeitungen. Frankfurt am Main 1995 (= Bibliothek deutscher Klassiker. Band 120).
- Plutarchi Chaeronensis Moralia. Recognovit Gregorius N. Bernardakis. Editionem maiorem curaverunt Panagiotes D. Bernardakis et H. G. Ingenkamp. 6s Bände. Athen 2008–2017.